# Antecedentes das wikis
Há várias versões sobre os antecedentes das wikis, que é o nome geralmente usado para se referir a um site da web cujas páginas podem ser editadas por qualquer visitante.
Um dos primeiros precursores foi Vannevar Bush e sua visão de hipertexto em microfilme que ele chamou de "memex" (1945). Outros precursores fizeram uma database colaborativa de hipertexto chamada ZOG (1977), e o sistema em hipertexto para computadores Apple chamado Hypercard (1987).
Entretanto, a criação do primeiro website wiki foi possível apenas com o desenvolvimento do protocolo de hypertexto da Rede Mundial (1991) e o aparecimento de navegadores gráficos, como o Netscape Navigator (1994). Para poder facilitar a comunicação entre desenvolvedores de softwares, e também para experimentar novas capacidades do hypertexto, Ward Cunningham criou a primeira wiki, que ele chamava de WikiWikiWeb (usando a palavra havaiana "wiki" no lugar de "quick"). Cunningham veio a público com a primeira wiki no começo de 1995, convidando um grupo selecionado de programadores para participar na experiência.
A wiki de Cunningham teve sucesso imediato, e rapidamente apareceram "wiki clones", versões alternativas do software wiki. O uso de websites wiki foi rapidamente adotada por comunidades de desenvolvedores de software livre, mas a principio ficou limitada a estes grupos especializados. Durante esse tempo a WikiWikiWeb evoluiu rapidamente enquanto eram adicionados ferramentas para o software e aumentando o grupo de usuarios desenvolvendo uma "cultura wiki" única. Por volta de 2000 o número de contribuidores para o website de Cunningham cresceu tanto que conflitos apareceram entre aqueles que queriam restringir as dicussões para programação de computadores e os que queriam discutir fatos relevantes ao funcionamento da Wiki por ela própria. O conflito foi resolvidos com a criação dos "sites irmãos" MeatballWiki e WhyClublet como fóruns separados de discussão.
Wikis peraneceram altamente desconhecidas fora dos círculos de desenvolvedores de software até aproximadamente 2001, quando o sucesso da Wikipédia introduziu wikis ao público em geral. Após 2001 o número de websites wiki e de variações de wiki engines (implementações de software) aumentaram exponencialmente. Existem agora milhares de websites wiki e centenas de wiki engines.

## Antecedentes do conceitowiki
Um precursor distante do conceito de wiki é o "memex" de Vannevar Bush, um leitor de microfilme que podia criar links automáticos entre os documentos. Em um artigo para o jornal Atlantic Monthly no ano de 1945 intitulado "Como podemos pensar", Vannevar Bush descreveu como ele imaginava a experiência no futuro: "Antes dele existem dois itens que se misturam, projetando em posições adjacentes… O usuário aperta uma tecla, e os itens são permanentemente ligados…. Então, a qualquer momento, quando um destes ites está sendo visto, o outro pode ser instantâneamente chamado apertando um botão abaixo do código correspondente. Além disso, "quando vários itens são unidos numa trilha, eles podem ser revistos em um turno…" Esta visão claramente prevê o mecanismo de hipertexto como um artigo geral de todas as aplicações da Rede Mundial, mais do que um artigo específico de wikis.
Outro precursor do conceito de wiki foi o ZOG multi-user database system, desenvolvido em 1972 por pesquisadores da Universidade Narneige-Mellon. A interface ZOG consistia em frames de texto, cada um contendo um título, descrição, uma linha com comandos básicos do ZOG e uma lista de seleções (links de hipertexto) levando a outros frames.
Dois membros do time ZOG, Donald McCracken e Robert Akscyn, criaram uma companhia da CMU em 1981 e desenvolveram uma versão melhor do ZOG chamada Sistema de Gerenciamento de Conhecimento (KMS). KMS era uma ferramenta colaborativa baseada em manipulação diret, permitindo usuarios que modificassem os conteúdos dos frames, intermixando o texto livremente, com gráficos e imagens, qualquer uma que poderia ser linkada a outro frame.
Como a base de dados foi distribuida e acessível de qualquer computador na rede, as mudanças se tornaram imediatamente visíveis aos outros usuários, permitindo a eles trabalhar concorrentemente em estruturas divididas (documentos, programas, etc.).
O sistema ZOG foi criado pelo examinador de documentos de Janet Walker em 1985 para a operação de manuais de comptadores símbolos. O examinador de documentos era o modelo para o sistema de notas, lançado pela Xerox em 1985. Notas são a inspiração para o WildCard de Bill Atkinson, que mais tarde foi chamado "Hypercard". Ward Cunningham traces the wiki idea back to a HyperCard stack that he wrote in the late 1980s.

## A influência do HyperCard em Ward Cunningham
Ward Cunningham foi introduzido ao Hipercard(ná época, chamado WildCard) por Kent Beck, que obteve acesso a ele depois de entrar na Apple. Cunningan usou o Hipercard para fazer um lote de três tipos de cartas:
- cartas para ideias,
- cartas para pessoas que tem ideias,
- cartas para projetos aonde pessoas dividem ideias.

(Podem ser reconhecidos aqui padrões, pessoas e projetos que são mencionados na página inicial da wiki original de Cunningham, a WikiWikiWeb.) Cunningham faz uma única carta que serviria para todos os usos. Tinha três campos: Nome, descrição e links. Os campos de Hipercard eram editores WYSIWYG, mas linkar era um processo doloroso que envolvia mover entre ambas as cartas. Cunningham abandonou os links normais e usou um "busca e procura" no lugar. Normalmente alguém digitaria links no campo "Links". Quando estava usando a carta, cada link tinha um botão que levaria para acarta se ela existisse, ou biparia se não. Se você segurar o botão "para baixo", ele abriria uma página e abriria a carta para você. (Pode ser reconhecido aqui o feito tradicional da wiki em que uma nova página é aberta por editar sempre que alguém clica em uma nova palavra. Na wikipédia é o equivalente aos "links vermelhos".

## A WWW|"Rede de alcance mundial" serviu de cenário para a primeira wiki
a primeira wiki de Ward Cunningham tornou possível usar as capacidades do hipertexto na rede de alcance mundial. Em 1990 Tim Berners-Lee da CERN construiu o primeiro cliente de hipertexto, que ele chamou de Rede de Alcance Mundial (WWW) (que também era um editor web), e o primeiro servidor de hipertexto (info.cern.ch). Em 1991 ele colocou um pequeno sumário do projeto WWW no grupo de discussão alt.hypertext, marcando a estreia da web como um serviço de publicidade disponível na internet.
Os primeiros a adotarem a rede de alcance mundial foram departamentos científicos universitários e laboratórios de física. Em Maio de 1992 apareceu o ViolaWWW, um navegador gráfico que suportava gráficos, scripting e animação. Entretanto, o ponto de impacto da Rede de alcance Mundial foi a introdução do navegador Mosaic em 1993, que ganhou popularidade por seu forte suporte de multimidia integrada e a rápida resposta dos autores em corrigir erros e recomendações de novos aspectos. Seus criadores formaram a Corporação de Comunicações Mosaic, que mudou seu nome para Netscape em Abril de 1994, e o navegador foi desenvolvido mais como Netscape Navigator. No mesmo mês a CERN concordou que qualquer um poderia usar o protocolo e o código livremente. Este estágio formou a aparição da WIkiWikiWeb de Ward Cunningham.